# Mrs. Sarah Siddons

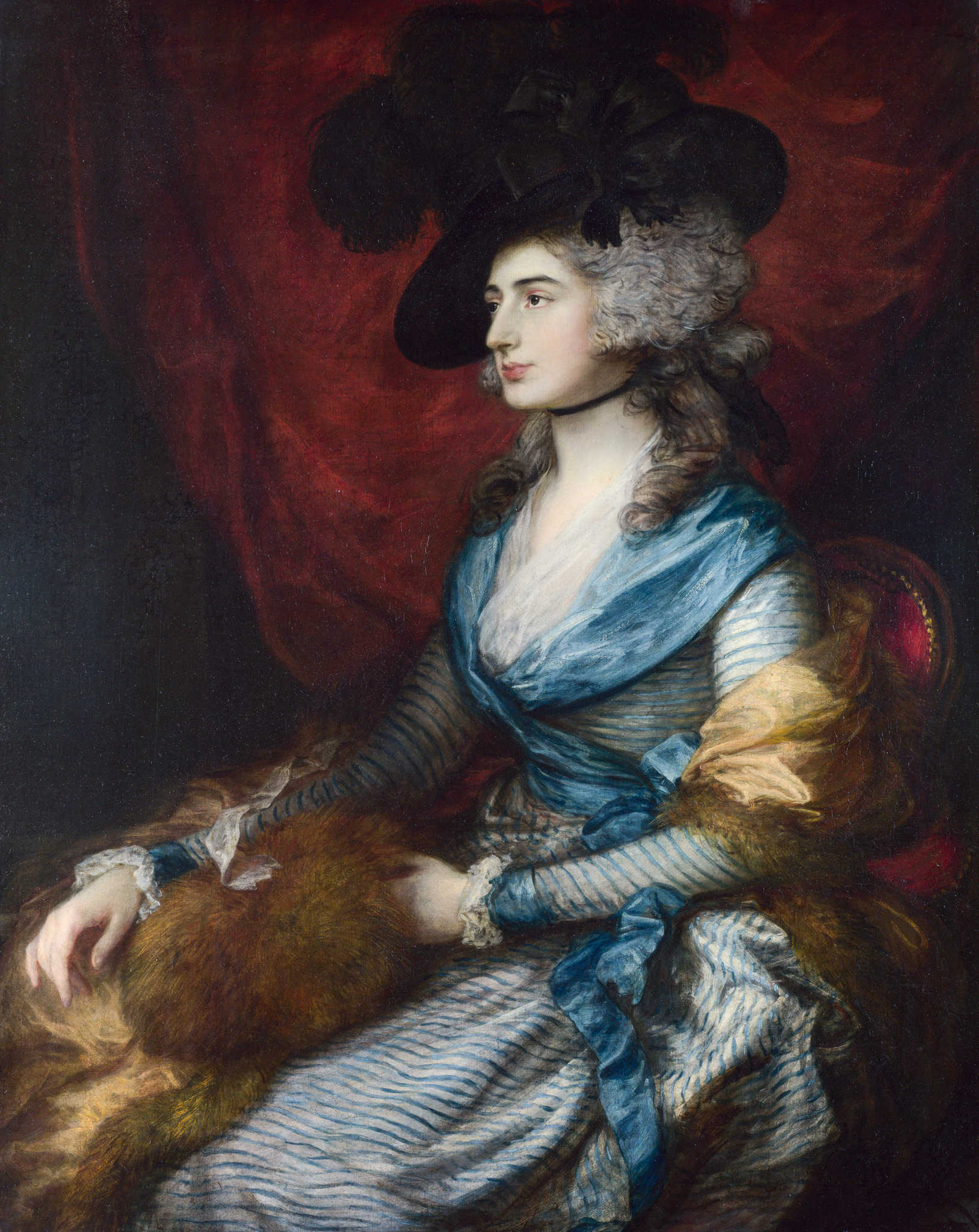
Mrs. Sarah Siddons

Mrs. Sarah Siddons este un tablou pictat de Thomas Gainsborough în anul 1785. Tabloul se găsește la National Gallery, Londra și are dimensiunile 126,4 x 99,7 cm.

## Istoric, descriere
Sarah Siddons a fost o mare actriță dramatică de la sfârșitul secolului al XVIII-lea. În imortalizarea ei, Gainsborough o reprezintă cu extraordinară maiestrie. Este un portret compozițional încadrat pe diagonală, ocupând jumatate din suprafața cu detalii de vestimentație dispuse dinamic ca aluzie la viața tumultoasă a actriței. Cealaltă jumătate este închisă cromatic, lipsită de elemente plastice deosebite, oferind suport de odihnă pentru privire. Pălăria neagră și mare cu pene se evidențiază pe fundalul draperiei roșii, draperie ce ne duce cu gândul la cortina unui teatru. 
Tabloul "Mrs. Sarah Siddons" se numără printre cele mai moderne portrete ale lui Gainsborough. Bazându-se pe intuiția lui infailibilă, pictorul nu ezită să opună nuanțelor reci de albastru ale rochiei galbenul șalului, ruginiul și maroniul manșonului de blană și roșul draperiei. Această asociere de culori complementare împreună cu jocul luminilor și umbrelor ajută la evidențierea puternicei personalități a lui Sarah Siddons.

## Alte articole
- Thomas Gainsborough